# Лончка (Седлецький повіт)
Лончка (пол. Łączka) — село в Польщі, у гміні Котунь Седлецького повіту Мазовецького воєводства.
Населення — 220 осіб (2011).
У 1975-1998 роках село належало до Седлецького воєводства.

## Демографія
Демографічна структура станом на 31 березня 2011 року:
|          | Загалом | Допрацездатний вік | Працездатний вік | Постпрацездатний вік |
| -------- | ------- | ------------------ | ---------------- | -------------------- |
| Чоловіки | 120     | 22                 | 88               | 10                   |
| Жінки    | 100     | 13                 | 53               | 34                   |
| Разом    | 220     | 35                 | 141              | 44                   |